# Selección de fútbol de Anguila
La selección de fútbol de Anguila es el equipo nacional representativo de esta isla y es controlada por la Asociación de Fútbol de Anguila (en inglés: Anguila Football Asociation), pertenece a la FIFA, a la CONCACAF y la CFU.

## Historia
Su inicio en eliminatorias mundialistas comenzó en la Clasificación de Concacaf para la Copa Mundial de Fútbol de 2002, donde en la primera ronda del Caribe le tocó enfrentar a Bahamas. En el primer juego perdió de local 1-3, mientras que en el juego de vuelta perdió por un decente marcador de 2-1, quedando eliminado por un global de 5-2. En la Clasificación de Concacaf para la Copa Mundial de Fútbol de 2006, en primera ronda enfrentaron a República Dominicana. Ambos partidos se jugaron en Santo Domingo, en el primero logró arrancar un buen empate de 0-0 pero en el segundo fue vapuleado 6-0 y quedó eliminado. En las clasificatorias para la Copa Mundial 2010 fue derrotada por un abultado marcador global de 12-0 a manos de El Salvador. Durante las eliminatorias rumbo al Mundial 2014 le tocó jugar la primera ronda contra la República Dominicana donde perdió los dos encuentros (ambos jugados en territorio dominicano) 2-0 y 4-0, siendo eliminada de la justa deportiva.
El 19 de junio de 2011, Anguila logró sacar un empate de local ante Islas Vírgenes Estadounidenses por un marcador de 0-0, sumando así puntos en el Ranking FIFA, cosa que no hacía en mucho tiempo. Anguila nunca ha superado la primera ronda en eliminatorias mundialistas ni tampoco ha ganado algún juego en dicho proceso.
El 7 de julio de 2012 jugó un amistoso frente a las Islas Vírgenes Británicas dónde perdió 1-0.

### Digicel Copa Caribe 2012
Estuvo en el grupo 5, junto con Guayana Francesa, San Cristóbal y Nieves y Trinidad y Tobago
El 10 de octubre de 2012 jugó la primera fecha, frente a la selección de San Cristóbal y Nieves, dónde perdió 2-0, con goles de Romain Sawyers y Atiba Harris.
El 12 de octubre jugó la segunda fecha frente a Guayana Francesa. Fue goleada por 4-1 con triplete de Gary Pigrée y Ludovic Baal, para
el conjunto francés, y Terrence Rodgers para Anguila, que sería el único gol que marcaría en esta copa.
El 14 de octubre jugó la última fecha frente a Trinidad y Tobago, perdiendo por 10-0, los goles de Trinidad y Tobago fueron 
4 goles de Jamal Gay, 3 goles de Keon Daniel, 2 goles de Willis Plaza y 1 gol de Sylvester Teesdale.

### Digicel Copa Caribe 2014
Volvió a jugar en esta copa, y quedó encuadrada en el Grupo 5, junto a Antigua y Barbuda, República Dominicana, y San Vicente y las Granadinas.
El 3 de septiembre jugó la primera fecha frente a Antigua y Barbuda, que perdió por 6-0.
El 5 de septiembre, en la segunda fecha perdió de nuevo, por goleada, 4-0 frente a San Vicente y las Granadinas.
El 7 de septiembre terminó la copa perdiendo 0-10 frente a República Dominicana.

### Eliminatorias a Rusia 2018 (2015) y Copa del Caribe 2016
La selección empezó bien el 2015 ganando dos amistosos no oficiales ante su similar de Islas Vírgenes Británicas, en El Valle (Anguila) lo hizo por 1-0, y como visitante le ganó por 1-3, a pesar de esto, el 23 de marzo jugó el partido de ida frente a Nicaragua, en Nicaragua. Dónde perdió 5-0, con doblete de Luis Copete, Luis Galeano, Juan Barrera, y Norfran Lazo. (por eliminatorias para Rusia 2018)
El 29 de marzo jugó el partido de vuelta en casa. Pero aunque jugaron en Anguila no les fue bien, perdieron 0-3, con doblete de Raúl Leguías y Juan Barrera. Así quedó eliminado en la primera ronda con un global de 0-8 en contra. Aunque si bien estas derrotas no son tan malas considerando que Nicaragua llegó hasta la tercera ronda donde perdió ante Jamaica. con 2 victorias ante su similar de las Islas Vírgenes Británicas y sus 2 derrotas ante Nicaragua esta selección muestra un pequeño progreso, aunque de nada le sirvieron los amistosos porque no fueron oficiales, lo que no le sumó ningún punto.
Para la Copa del Caribe 2016 la selección jugó la primera ronda clasificatoria donde no pudo sumar ningún punto al perder 7-0 ante Guyana, rival con el que había recibido una goliza histórica de 14-0. Luego de ese partido las cosas poco mejorarían y perdieron 4-0 ante Puerto Rico, quedando fuera nuevamente en primera ronda.

### Clasificación a la Liga de Naciones de la Concacaf (2018) y La Liga de Naciones Concacaf (2019)
Después de 2 años de inactividad el seleccionado se reencontró con el balompié en la nueva Liga de Naciones de la Concacaf donde enfrentó en la Clasificatoria a Guayana Francesa en The Valley donde cayó por marcador negativo de 0-5. Posteriormente enfrentó a Nicaragua en Costa Rica donde el resultado fue un decepcionante 0-6 y cerraría su participación con una nueva derrota en casa frente a la selección de Islas Vírgenes Estadounidenses por 0-3.
Anguila arrancaría su participación en la Liga de Naciones en la Liga C tras haber finalizado en la posición 31 (de 34 participantes) en la Clasificación. Su primer partido sería contra el seleccionado guatemalteco en Ciudad de Guatemala donde caería por un catastrófico marcador en contra de 0:10.

## Últimos partidos y próximos encuentros
Actualizado al último partido jugado el 7 de junio de 2025
| Fecha      | Ciudad             | Local                | Resultado | Visitante           | Competición                     |
| ---------- | ------------------ | -------------------- | --------- | ------------------- | ------------------------------- |
| 17-08-2024 | The Valley         | Anguila              | 0:0       | Saint-Martin        | Partido amistoso                |
| 04-09-2024 | Providenciales     | Turcas y Caicos      | 0:2       | Anguila             | Liga Naciones Concacaf 24/25    |
| 10-09-2024 | Providenciales     | Anguila              | 0:1       | Belice              | Liga Naciones Concacaf 24/25    |
| 09-10-2024 | Belmopán           | Belice               | 1:0       | Anguila             | Liga Naciones Concacaf 24/25    |
| 12-10-2024 | Belmopán           | Anguila              | 1:2       | Turcas y Caicos     | Liga Naciones Concacaf 24/25    |
| 17-04-2025 | The Valley         | Anguila              | 0:0       | I. Virg. Británicas | Partido amistoso                |
| 20-04-2025 | The Valley         | Anguila              | 1:0       | I. Virg. Británicas | Partido amistoso                |
| 23-05-2025 | Quartier-d'Orleans | Saint-Martin         | 2:1       | Anguila             | Partido amistoso                |
| 24-05-2025 | Quartier-d'Orleans | San Cristóbal y Nvs. | 4:2       | Anguila             | Partido amistoso                |
| 31-05-2025 | Saint George       | Granada              | 2:0       | Anguila             | Partido amistoso                |
| 04-06-2025 | Kingstown          | San Vicente y Grnd   | 6:0       | Anguila             | Clasificación Copa Mundial 2026 |
| 07-06-2025 | The Valley         | Anguila              | 0:3       | El Salvador         | Clasificación Copa Mundial 2026 |

## Jugadores

### Última convocatoria
Los siguientes jugadores fueron convocados para los partidos de Liga de Naciones frente a  Belice e  Islas Turcas y Caicos, el 9 y 12 de octubre de 2024 respectivamente.
Datos actualizados después del partido ante  Islas Turcas y Caicos el 12 de octubre de 2024.
| No. | Pos. | Jugador               | Fecha de nacimiento (edad)        | Apa. | Goles | Club                            |
| --- | ---- | --------------------- | --------------------------------- | ---- | ----- | ------------------------------- |
| 1   | POR  | Jelani Lawrence       | 26 de agosto de 1983 (41 años)    | 11   | 0     | Doc's United FC                 |
| 18  | POR  | Micah Brooks          | 30 de abril de 2006 (19 años)     | 0    | 0     | Diamond FC                      |
|     |      |                       |                                   |      |       |                                 |
| 8   | DEF  | Germain Hughes        | 15 de noviembre de 1996 (28 años) | 26   | 1     | Roaring Lions FC                |
| 20  | DEF  | Kieron Lake-Bryan     | 1 de agosto de 2003 (21 años)     | 13   | 0     | Edgware & Kingsbury F.C.        |
| 5   | DEF  | Alexander Fleming     | 12 de abril de 2005 (20 años)     | 13   | 0     | Diamond FC                      |
| 23  | DEF  | Delani Francis        | 24 de enero de 2006 (19 años)     | 12   | 0     | Diamond FC                      |
| 15  | DEF  | Marley Ipinson-Fabien | 26 de julio de 2000 (24 años)     | 8    | 0     | Roaring Lions FC                |
| 19  | DEF  | Nathaniel Owen        | 25 de enero de 2008 (17 años)     | 4    | 0     | Eastleigh FC Sub-19             |
| 7   | DEF  | Antoine Fleming       | 7 de octubre de 2000 (24 años)    | 3    | 0     | Uprising FC                     |
| 4   | DEF  | Nicholson Millington  | 3 de agosto de 2008 (16 años)     | 3    | 0     | Diamond FC                      |
| 13  | DEF  | Nicholas Loblack      | 24 de febrero de 1988 (37 años)   | 3    | 0     | Agente libre                    |
|     |      |                       |                                   |      |       |                                 |
| 6   | MED  | Kian Duncan           | 26 de mayo de 2000 (25 años)      | 14   | 0     | Agente libre                    |
| 10  | MED  | Kayne Connor          | 16 de mayo de 2004 (21 años)      | 11   | 0     | Bedfont Sports F.C.             |
| 14  | MED  | Jared Smeins          | 26 de octubre de 2006 (18 años)   | 11   | 0     | Diamond FC                      |
| 16  | MED  | Aedan Scipio          | 3 de septiembre de 1990 (34 años) | 6    | 0     | Roaring Lions FC                |
| 12  | MED  | Jaheim Thompson       | 6 de octubre de 2007 (17 años)    | 2    | 0     | Oldham Athletic A. F. C. Sub-18 |
| 3   | MED  | Kemari Gumbs          | 10 de marzo de 2008 (17 años)     | 2    | 0     | Uprising FC                     |
|     |      |                       |                                   |      |       |                                 |
| 2   | DEL  | Calvin Morgan         | 18 de mayo de 1995 (30 años)      | 11   | 1     | Agente libre                    |
| 9   | DEL  | Lamar Carpenter       | 23 de enero de 2004 (21 años)     | 9    | 3     | Agente libre                    |
| 17  | DEL  | Jayvon Lloyd          | 20 de marzo de 2002 (23 años)     | 4    | 0     | Attackers FC                    |
| 22  | DEL  | Stewart Murray        | 19 de enero de 1985 (40 años)     | 4    | 0     | Doc's United FC                 |
| 11  | DEL  | Timarqus Connor       | 18 de agosto de 2007 (17 años)    | 2    | 0     | Attackers FC                    |

## Entrenadores
- Clifton Livingston (2000)[4]
- Scott Cooper (2001–2002)[5]
- Vernon Hodge (2004)[6]
- Vernon Hodge (2007)[7]
- Scott Cooper (2007–2008)[8]
- Kerthney Carty (2008)[8][9][10]
- Colin Johnson (2008–2009)[10][11]
- Scott Cooper (2010)[12]
- Colin Johnson (2011)[13][14]
- Richard Orlowski (2015–2016)[15][16][17]
- Leon Jeffers (2016)[18]
- Nigel Connor (2018–2020)[19]
- Stern John (2020–2022)[20][21]
- Nigel Connor (2023)[22]
- Keith Jeffrey (2024–presente)[2]

## Estadísticas

### Copa Mundial de Fútbol
| Copa Mundial de Fútbol | Copa Mundial de Fútbol  | Copa Mundial de Fútbol  | Copa Mundial de Fútbol  | Copa Mundial de Fútbol  | Copa Mundial de Fútbol  | Copa Mundial de Fútbol  | Copa Mundial de Fútbol  |
| Año                    | Ronda                   | J                       | G                       | E                       | P                       | GF                      | GC                      |
| ---------------------- | ----------------------- | ----------------------- | ----------------------- | ----------------------- | ----------------------- | ----------------------- | ----------------------- |
| 1930 - 1982            | No existía la selección | No existía la selección | No existía la selección | No existía la selección | No existía la selección | No existía la selección | No existía la selección |
| 1986 - 1998            | No participó            | No participó            | No participó            | No participó            | No participó            | No participó            | No participó            |
| 2002                   | No clasificó            | No clasificó            | No clasificó            | No clasificó            | No clasificó            | No clasificó            | No clasificó            |
| 2006                   | No clasificó            | No clasificó            | No clasificó            | No clasificó            | No clasificó            | No clasificó            | No clasificó            |
| 2010                   | No clasificó            | No clasificó            | No clasificó            | No clasificó            | No clasificó            | No clasificó            | No clasificó            |
| 2014                   | No clasificó            | No clasificó            | No clasificó            | No clasificó            | No clasificó            | No clasificó            | No clasificó            |
| 2018                   | No clasificó            | No clasificó            | No clasificó            | No clasificó            | No clasificó            | No clasificó            | No clasificó            |
| 2022                   | No clasificó            | No clasificó            | No clasificó            | No clasificó            | No clasificó            | No clasificó            | No clasificó            |
| 2026                   | No clasificó            | No clasificó            | No clasificó            | No clasificó            | No clasificó            | No clasificó            | No clasificó            |
| 2030                   | Por disputarse          | Por disputarse          | Por disputarse          | Por disputarse          | Por disputarse          | Por disputarse          | Por disputarse          |
| 2034                   | Por disputarse          | Por disputarse          | Por disputarse          | Por disputarse          | Por disputarse          | Por disputarse          | Por disputarse          |
| Total                  | 0/23                    | -                       | -                       | -                       | -                       | -                       | -                       |

### Copa Oro de la Concacaf
| Copa de Oro de la Concacaf | Copa de Oro de la Concacaf | Copa de Oro de la Concacaf | Copa de Oro de la Concacaf | Copa de Oro de la Concacaf | Copa de Oro de la Concacaf | Copa de Oro de la Concacaf | Copa de Oro de la Concacaf |
| Año                        | Ronda                      | J                          | G                          | E                          | P                          | GF                         | GC                         |
| -------------------------- | -------------------------- | -------------------------- | -------------------------- | -------------------------- | -------------------------- | -------------------------- | -------------------------- |
| 1963 - 1985                | No existía la selección    | No existía la selección    | No existía la selección    | No existía la selección    | No existía la selección    | No existía la selección    | No existía la selección    |
| 1989                       | No participó               | No participó               | No participó               | No participó               | No participó               | No participó               | No participó               |
| 1991                       | No clasificó               | No clasificó               | No clasificó               | No clasificó               | No clasificó               | No clasificó               | No clasificó               |
| 1993                       | No clasificó               | No clasificó               | No clasificó               | No clasificó               | No clasificó               | No clasificó               | No clasificó               |
| 1996                       | No clasificó               | No clasificó               | No clasificó               | No clasificó               | No clasificó               | No clasificó               | No clasificó               |
| 1998                       | No clasificó               | No clasificó               | No clasificó               | No clasificó               | No clasificó               | No clasificó               | No clasificó               |
| 2000                       | No clasificó               | No clasificó               | No clasificó               | No clasificó               | No clasificó               | No clasificó               | No clasificó               |
| 2002                       | No clasificó               | No clasificó               | No clasificó               | No clasificó               | No clasificó               | No clasificó               | No clasificó               |
| 2003                       | No participó               | No participó               | No participó               | No participó               | No participó               | No participó               | No participó               |
| 2005                       | Se retiró                  | Se retiró                  | Se retiró                  | Se retiró                  | Se retiró                  | Se retiró                  | Se retiró                  |
| 2007                       | No clasificó               | No clasificó               | No clasificó               | No clasificó               | No clasificó               | No clasificó               | No clasificó               |
| 2009                       | No clasificó               | No clasificó               | No clasificó               | No clasificó               | No clasificó               | No clasificó               | No clasificó               |
| 2011                       | No clasificó               | No clasificó               | No clasificó               | No clasificó               | No clasificó               | No clasificó               | No clasificó               |
| 2013                       | No clasificó               | No clasificó               | No clasificó               | No clasificó               | No clasificó               | No clasificó               | No clasificó               |
| 2015                       | No clasificó               | No clasificó               | No clasificó               | No clasificó               | No clasificó               | No clasificó               | No clasificó               |
| 2017                       | No clasificó               | No clasificó               | No clasificó               | No clasificó               | No clasificó               | No clasificó               | No clasificó               |
| 2019                       | No clasificó               | No clasificó               | No clasificó               | No clasificó               | No clasificó               | No clasificó               | No clasificó               |
| 2021                       | No clasificó               | No clasificó               | No clasificó               | No clasificó               | No clasificó               | No clasificó               | No clasificó               |
| 2023                       | No clasificó               | No clasificó               | No clasificó               | No clasificó               | No clasificó               | No clasificó               | No clasificó               |
| 2025                       | No clasificó               | No clasificó               | No clasificó               | No clasificó               | No clasificó               | No clasificó               | No clasificó               |
| Total                      | 0/28                       | -                          | -                          | -                          | -                          | -                          | -                          |

### Liga de Naciones de la Concacaf
| Liga de Naciones de la Concacaf | Liga de Naciones de la Concacaf | Liga de Naciones de la Concacaf | Liga de Naciones de la Concacaf | Liga de Naciones de la Concacaf | Liga de Naciones de la Concacaf | Liga de Naciones de la Concacaf | Liga de Naciones de la Concacaf | Liga de Naciones de la Concacaf | Liga de Naciones de la Concacaf |
| Año                             | L                               | G                               | Ronda                           | J                               | G                               | E                               | P                               | GF                              | GC                              |
| ------------------------------- | ------------------------------- | ------------------------------- | ------------------------------- | ------------------------------- | ------------------------------- | ------------------------------- | ------------------------------- | ------------------------------- | ------------------------------- |
| 2019-20                         | C                               | C                               | Tercer lugar                    | 4                               | 0                               | 0                               | 4                               | 2                               | 21                              |
| 2022-23                         | C                               | C                               | Segundo lugar                   | 4                               | 0                               | 2                               | 2                               | 2                               | 5                               |
| 2023-24                         | C                               | A                               | Tercer lugar                    | 4                               | 0                               | 0                               | 4                               | 0                               | 19                              |
| 2024-25                         | C                               | B                               | Segundo lugar                   | 4                               | 1                               | 0                               | 3                               | 3                               | 4                               |
| Total                           | Total                           | Total                           | 4/4                             | 16                              | 1                               | 2                               | 13                              | 7                               | 49                              |

## Torneos regionales de la CFU

### Copa del Caribe
| Copa del Caribe | Copa del Caribe | Copa del Caribe | Copa del Caribe | Copa del Caribe | Copa del Caribe | Copa del Caribe | Copa del Caribe |
| Año             | Ronda           | J               | G               | E               | P               | GF              | GC              |
| --------------- | --------------- | --------------- | --------------- | --------------- | --------------- | --------------- | --------------- |
| 1989            | No participó    | No participó    | No participó    | No participó    | No participó    | No participó    | No participó    |
| 1991 - 1998     | No clasificó    | No clasificó    | No clasificó    | No clasificó    | No clasificó    | No clasificó    | No clasificó    |
| 1999            | Se retiró       | Se retiró       | Se retiró       | Se retiró       | Se retiró       | Se retiró       | Se retiró       |
| 2001            | No clasificó    | No clasificó    | No clasificó    | No clasificó    | No clasificó    | No clasificó    | No clasificó    |
| 2005            | Se retiró       | Se retiró       | Se retiró       | Se retiró       | Se retiró       | Se retiró       | Se retiró       |
| 2007 - 2017     | No clasificó    | No clasificó    | No clasificó    | No clasificó    | No clasificó    | No clasificó    | No clasificó    |
| Total           | 0/19            | -               | -               | -               | -               | -               | -               |

## Récord ante otras selecciones
Actualizado al 12 de octubre de 2024.
     victorias
     empate
     derrotas
| Rival                          | Juegos | G  | E  | P  | GF | GC  | DG   |
| ------------------------------ | ------ | -- | -- | -- | -- | --- | ---- |
| Antigua y Barbuda              | 5      | 1  | 0  | 4  | 4  | 22  | -18  |
| Bahamas                        | 3      | 0  | 1  | 2  | 3  | 6   | -3   |
| Barbados                       | 2      | 0  | 0  | 2  | 1  | 8   | -7   |
| Belice                         | 2      | 0  | 0  | 2  | 0  | 2   | -2   |
| Bonaire                        | 2      | 0  | 0  | 2  | 0  | 5   | -5   |
| Cuba                           | 2      | 0  | 0  | 2  | 0  | 8   | -8   |
| Dominica                       | 4      | 0  | 2  | 2  | 1  | 9   | -8   |
| El Salvador                    | 2      | 0  | 0  | 2  | 0  | 16  | -16  |
| Granada                        | 1      | 0  | 0  | 1  | 1  | 14  | -13  |
| Guadalupe                      | 1      | 0  | 0  | 1  | 0  | 9   | -9   |
| Guatemala                      | 2      | 0  | 0  | 2  | 0  | 15  | -15  |
| Guayana Francesa               | 2      | 0  | 0  | 2  | 1  | 9   | -8   |
| Guyana                         | 2      | 0  | 0  | 2  | 0  | 21  | -21  |
| Islas Caimán                   | 1      | 0  | 0  | 1  | 1  | 4   | -3   |
| Islas Vírgenes Británicas      | 11     | 4  | 0  | 7  | 13 | 26  | -13  |
| Islas Vírgenes Estadounidenses | 4      | 1  | 2  | 1  | 1  | 3   | -2   |
| Martinica                      | 1      | 0  | 0  | 1  | 1  | 3   | -2   |
| Montserrat                     | 4      | 1  | 1  | 2  | 7  | 6   | +1   |
| Nicaragua                      | 3      | 0  | 0  | 3  | 0  | 14  | -14  |
| Panamá                         | 1      | 0  | 0  | 1  | 0  | 13  | -13  |
| Puerto Rico                    | 5      | 0  | 0  | 5  | 3  | 21  | -18  |
| República Dominicana           | 6      | 0  | 1  | 5  | 0  | 28  | -28  |
| San Bartolomé                  | 1      | 1  | 0  | 0  | 2  | 1   | +1   |
| San Cristóbal y Nieves         | 3      | 0  | 0  | 3  | 1  | 16  | -15  |
| San Eustaquio                  | 1      | 0  | 0  | 1  | 0  | 2   | -2   |
| San Vicente y las Granadinas   | 3      | 0  | 0  | 3  | 1  | 9   | -8   |
| Saint-Martin                   | 15     | 3  | 2  | 10 | 14 | 41  | -27  |
| Santa Lucía                    | 3      | 0  | 0  | 3  | 1  | 10  | -9   |
| Sint Maarten                   | 7      | 0  | 2  | 5  | 2  | 14  | -12  |
| Surinam                        | 1      | 0  | 0  | 1  | 0  | 8   | -8   |
| Trinidad y Tobago              | 2      | 0  | 0  | 2  | 0  | 25  | -25  |
| Turcas y Caicos                | 4      | 1  | 2  | 1  | 4  | 3   | +1   |
| TOTAL                          | 106    | 12 | 13 | 81 | 62 | 391 | -329 |

## Uniformes

### Uniformes Titular
| 2000-10s | 2014 | 2018 | 2021 |

### Uniformes Alternativo
| 2000-10s | 2018 | 2021 |

### Uniformes Tercero
| 2014 Tercera | 2018 | 2021 |